# أنجيليكا جيبس
أنجيليكا جيبس (بالإنجليزية: Angelica Gibbs)‏ هي كاتِبة أمريكية، ولدت في 1908 في بالتيمور في الولايات المتحدة، وتوفيت في 1955.